# Louis Schwartzkopff

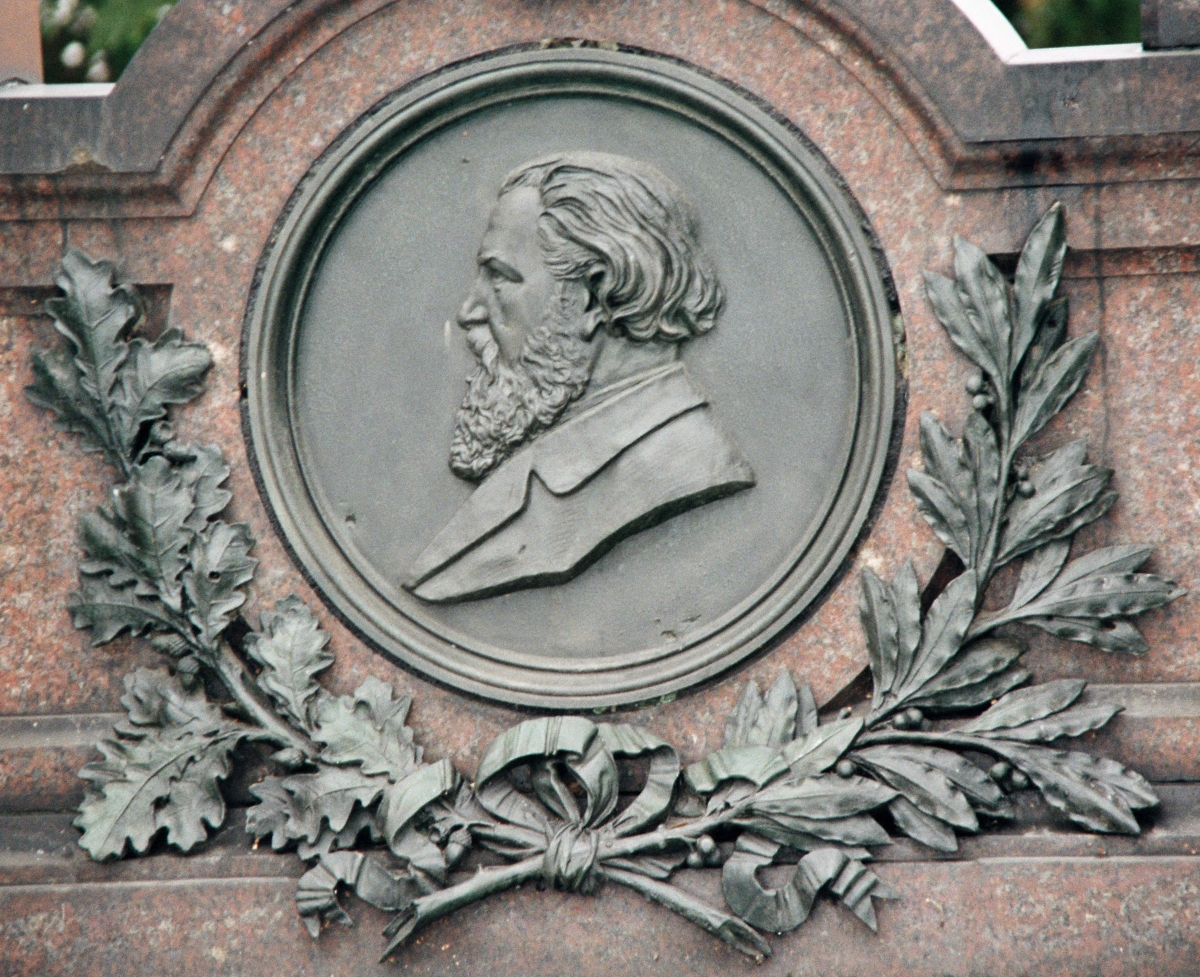
Porträt-Medaillon am Familiengrabmal auf dem Dorotheenstädtischen Friedhof in Berlin-Mitte

Louis Victor Robert Schwartzkopff (* 5. Juni 1825 in Magdeburg; † 7. März 1892 in Berlin) war ein deutscher Unternehmer und Gründer der Berliner Maschinenbau-Actien-Gesellschaft (BMAG).

## Leben
Zwischen 1831 und 1842 besuchte er das Gymnasium in Magdeburg und die dortige Gewerbeschule, wo er gemeinsam mit Carl Wilhelm Siemens bei dessen Bruder Werner von Siemens Mathematikunterricht nahm. 1842 bis 1845 besuchte Schwartzkopff das von Wilhelm Beuth gegründete Gewerbeinstitut Berlin. Anschließend erfolgte seine praktische Ausbildung bei der Firma Borsig, wo er August Borsig persönlich kennenlernte. Schwartzkopff beendete diese Ausbildung mit einer sechsmonatigen Tätigkeit als Lokomotivführer auf der Berlin-Hamburger Eisenbahn. Zwischen 1847 und 1851 war er Maschinenmeister der Magdeburg-Wittenbergeschen Eisenbahn.
Mit Unterstützung seiner Familie erwarb er in der Oranienburger Vorstadt von Berlin das Grundstück Chausseestraße 20, welches im Süden durch die Invalidenstraße und im Osten durch die Berlin-Stettiner Eisenbahn begrenzt wurde. Unter letzterem Gelände befindet sich die unterirdische Station Nordbahnhof der Nordsüd-S-Bahn.
Am 3. Oktober 1852 gründete er in Berlin gemeinsam mit dem Berliner Gießereimeister Nitsche die Eisengießerei und Maschinenfabrik Schwartzkopff und Nitsche, aus der 1870 die Berliner Maschinenbau-Actien-Gesellschaft vormals L. Schwartzkopff hervorging. Schwartzkopff wollte vor allem den Maschinenbau intensivieren, während Nitsche eher den Kunstguss bevorzugte. Schwartzkopff zahlte Nitsche daher im Jahre 1853 aus und führte von nun ab das Unternehmen als alleiniger Inhaber. Bis zum 30. Juni 1888 war er Generaldirektor der Firma, zog sich dann allerdings aus der Firma zurück.

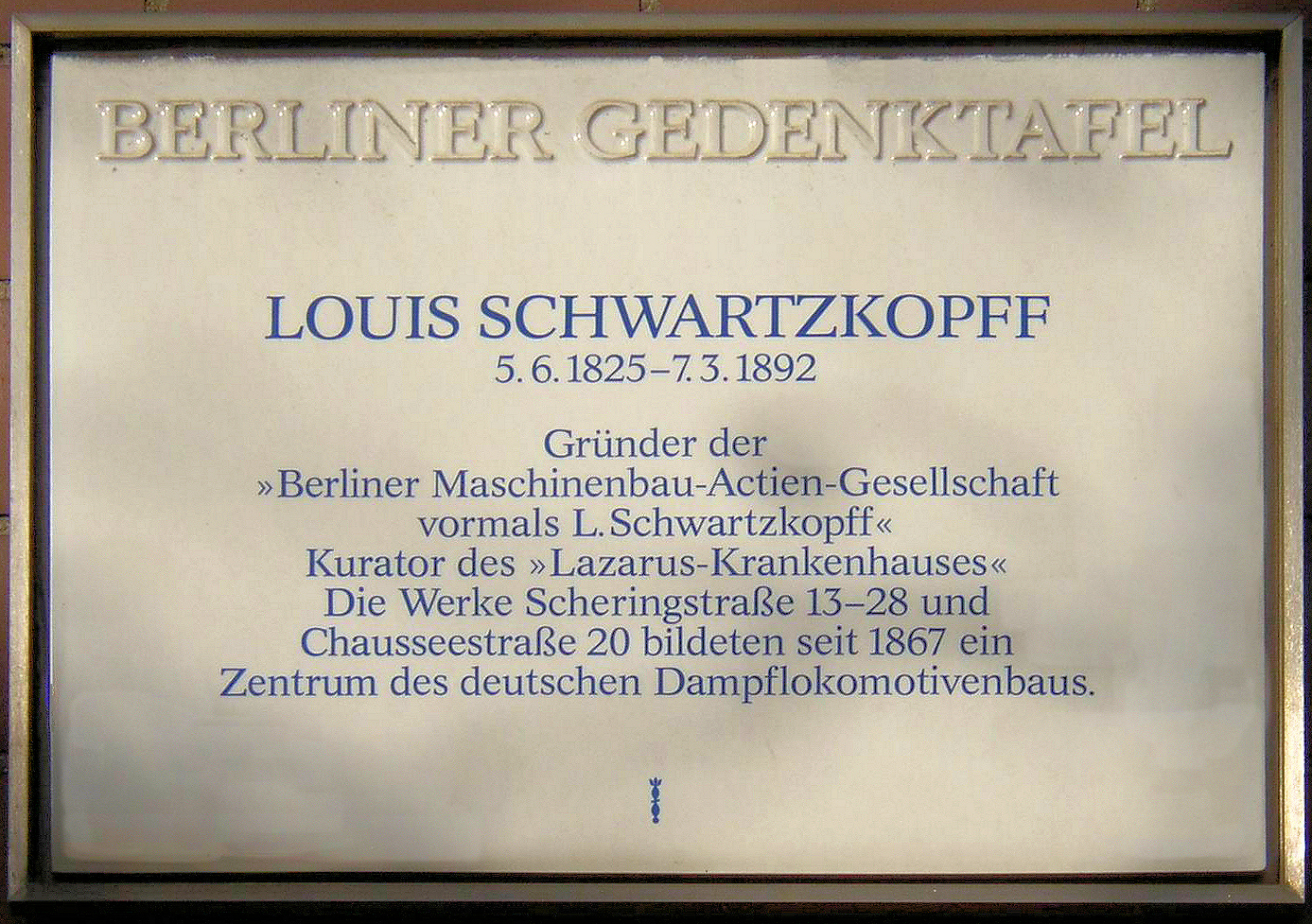
Berliner Gedenktafel in Berlin-Gesundbrunnen (Scheringstraße)

Die Produktion seines Unternehmens für den Heeres- und Eisenbahnbedarf führte dazu, dass Schwartzkopff in den 1860er-Jahren den Titel Kommerzienrat verliehen bekam. Als ab 1867 die Produktion von Lokomotiven für Güterzüge der Niederschlesisch-Märkischen Eisenbahn begann, lagerte Schwartzkopff den allgemeinen Maschinenbau auf ein vorher erworbenes Grundstück in der Ackerstraße aus, während das Stammwerk sich auf den hinzugekauften Grundstücken Chausseestraße 19 und 23 ausbreitete. Zusätzlich hatte Schwartzkopff den Standort auf die Scheringstraße 13–28 in Berlin-Gesundbrunnen ausgedehnt.
Ende der 1880er-Jahre wurde Schwartzkopff in den Staatsrat der Preußischen Regierung berufen. Am 7. März 1892 starb Louis Victor Robert Schwartzkopff an den Folgen eines Schlaganfalles. Er wurde auf dem Dorotheenstädtischen Friedhof in Berlin beerdigt. Das von Regierungsbaumeister Carl Schilling geschaffene Grabdenkmal trägt das in Bronze gegossene Porträt Schwartzkopffs, ein Werk der Bildhauerin Lilli Wislicenus-Finzelberg.
Zeit seines Lebens bewahrte Schwartzkopff immer ein ehrendes Gedenken an seinen Lehrherrn August Borsig.
Louis Schwartzkopff war langjähriger Vorsitzender des Zentralverbandes deutscher Industrieller sowie Aufsichtsrat der Deutschen Continental-Gas-Gesellschaft, der Berliner Handels-Gesellschaft und des Grusonwerkes. Dem Verein Deutscher Ingenieure (VDI) war er 1863 beigetreten.  Er war Kurator des Lazarus-Krankenhauses nahe dem Firmensitz. Ebenfalls in der Nähe wurde die Schwartzkopffstraße in Berlin-Mitte angelegt und am 12. März 1889 ihm zu Ehren benannt. Außerdem ist die ab 1899 errichtete Schwartzkopff-Siedlung in Wildau nach ihm benannt.